# Estrada europeia 4

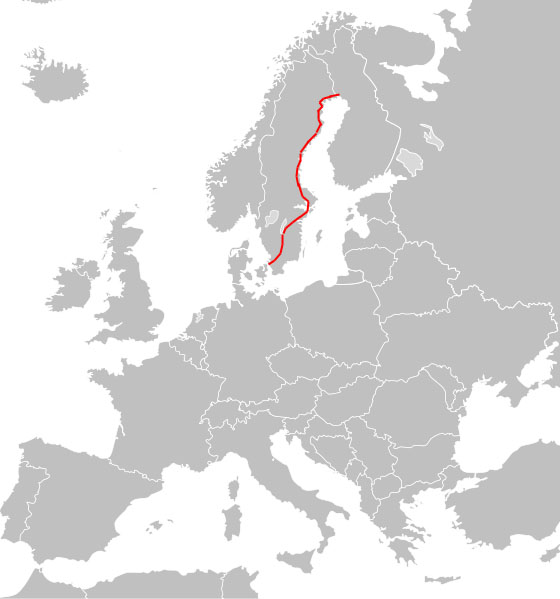
A E4 começa na Finlândia e atravessa a Suécia

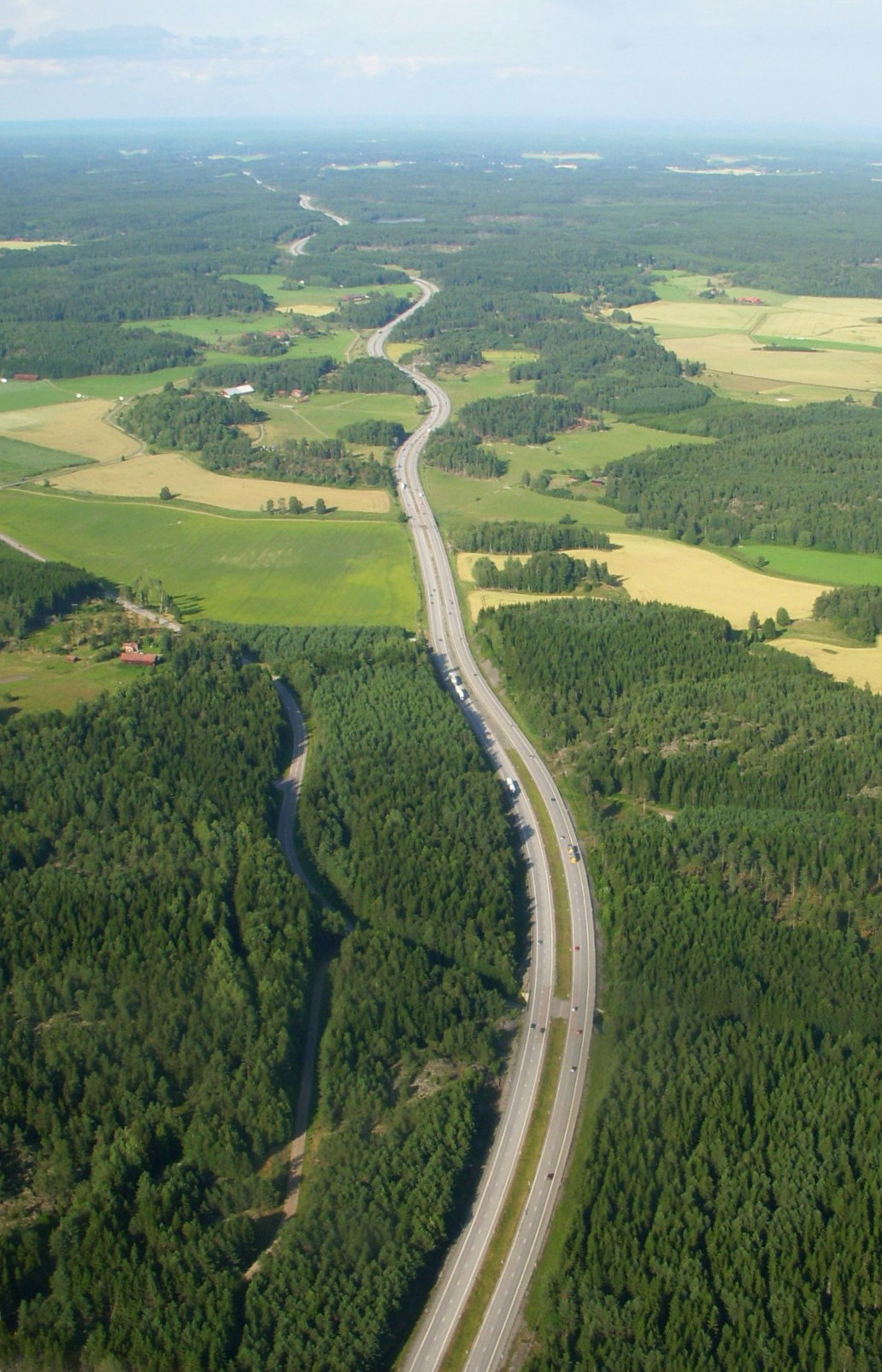
A E4 a norte de Nyköping

A Estrada europeia 4 ou E4 começa em Tornio na Finlândia, entra na Suécia por Haparanda, passa por Estocolmo e Jönköping, e termina em Helsingborg.

Esta estrada tem 1 590 km de extensão, dos quais 800 m são em território finlandês.

## Itinerário
Tornio -  Haparanda - Luleå - Skellefteå - Umeå - Örnsköldsvik - Härnösand - Sundsvall - Hudiksvall - Söderhamn - Gävle - Uppsala - Märsta - Estocolmo - Nyköping - Norrköping - Linköping -Jönköping - Ljungby - Helsingborg